# Letter of Introduction
Letter of Introduction is een Amerikaanse dramafilm uit 1938 onder regie van John M. Stahl. Destijds werd de film in Nederland uitgebracht onder de titel Zwijgende lippen.

## Verhaal
De acteur John Mannering maakt kennis met zijn dochter Kay Martin, met wie hij al jaren geen contact meer heeft gehad. Kay wil ook actrice worden op Broadway. John laat zich overhalen om voor de eerste keer in twaalf jaar mee te spelen in een toneelstuk aan de zijde van zijn dochter. Hij wil intussen een nieuwe band met Kay opbouwen, maar hij moet tegelijk voor de pers verstoppen dat zij zijn dochter is.

## Rolverdeling
| Acteur           | Personage      |
| ---------------- | -------------- |
| Adolphe Menjou   | John Mannering |
| Andrea Leeds     | Kay Martin     |
| George Murphy    | Barry Paige    |
| Edgar Bergen     | Zichzelf       |
| Charlie McCarthy | Zichzelf       |
| Rita Johnson     | Honey          |
| Ann Sheridan     | Lydia Hoyt     |
| Ernest Cossart   | Andrews        |
| Frank Jenks      | Joe            |
| Eve Arden        | Cora Phelps    |